# Yinglee Srijumpol
Yinglee Srijumpol (tiếng Thái: หญิงลี ศรีจุมพล, RTGS: Yingli Sijumpon; sinh ngày 27 tháng 3 năm 1983 tại tỉnh Buriram, Thái Lan),  là một ca sĩ, nhạc sĩ nhạc Luk thung và Mor lam người Thái.

## Tiểu sử
Cô sinh ra dưới tên Thidarat Srijumpol, được sinh ra ở tỉnh Buriram. Cô là con gái của Thongluean và Boonlom Srijumpol. Cô học ở trường cấp 6, trường Naphor Pitthiyakhom.

### Sự nghiệp
Cô đã ký hợp đồng với SP Suphamit. Khi hết hạn, cô trở về nơi cô sinh ra, nơi cô thành lập ban nhạc Mor lam.
Năm 2012, Sawat Sarakham được mời trở lại ngành công nghiệp giải trí. Cô là một ca sĩ trong GMM Grammy. Album phòng thu đầu tiên của cô được ghi lại bởi GMM Grammy là Kha Khao Sao Lam Sing,. Album là một thành công. Đĩa đơn "Kho Jai Thuea Laek Ber Thor" đã được phát hành vào năm 2012, thu được 217 triệu lượt xem trên YouTube.

## Danh sách đĩa nhạc
- Khor Jai Thuer Leak Ber Thoo (ขอใจเธอแลกเบอร์โทร)
- Ying Lan La (หญิงลั้ลลา)
- Yoo Yen Pen Soad (อยู่เย็นเป็นโสด)
- Roae Sai Khon Soad (รอสายคนโสด)
- Chee Wit Dee Dee (ชีวิตดี๊ดี)
- "Thee Rak Ruea Thee Phak" (ที่รักหรือที่พัก) (March 2019)[2][3]